# Tijdlijn psychologie
Dit is een tijdlijn van de psychologie. De studie van menselijke gedragingen en belevingen is zeer oud. Griekse filosofen zoals Aristoteles, Socrates en Plato debatteerden al over motieven voor het menselijk handelen en over wat zich in het brein afspeelt. Het gestructureerd wetenschappelijk bedrijf 'psychologie' is pas eind 19e eeuw ontstaan. Begin 20e eeuw werd de psychologie ook bij een breder publiek bekender door een van haar praktische toepassingsvormen: de testpsychologie. Na de Tweede Wereldoorlog is aan de universiteiten de psychologie los gekomen van de studie der wijsbegeerte en een afzonderlijke studierichting geworden.
In de geschiedenis van de psychologie zijn verschillende stromingen te onderscheiden, waaronder het structuralisme, het functionalisme, het behaviorisme en de gestaltpsychologie.

## Voorgeschiedenis

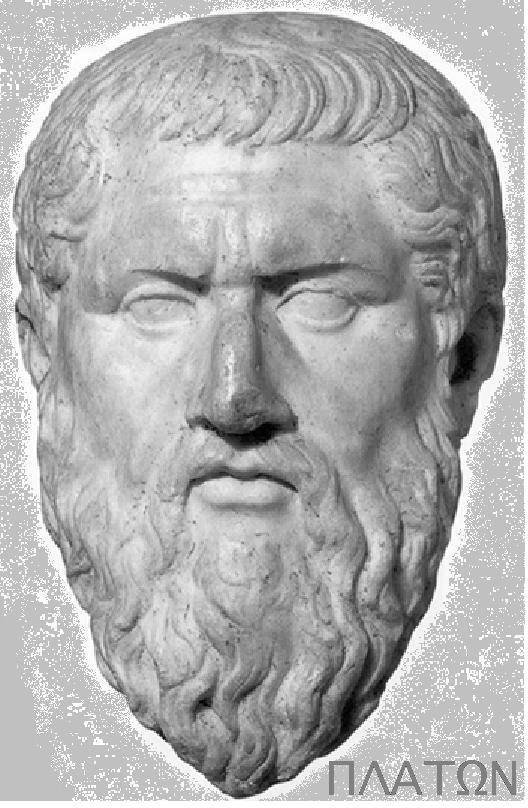
Plato

- rond 1550 v.Chr. - in de Papyrus Ebers wordt depressie aangestipt.
- rond 390 v.Chr. - Plato onderscheidt vier stadia van de menselijke kennisverwerving, stelt dat alle kennis aangeboren is en maakt een onderscheid tussen waarneming en werkelijkheid.
- rond 350 v.Chr. - Aristoteles schrijft een filosofisch boek over een psychologisch onderwerp: De anima (Over de ziel). Aristoteles maakt als eerste impliciet onderscheid tussen psychologie en filosofie. Hij onderzoekt de relatie tussen ziel en lichaam.
- rond 100 v.Chr. - in de Dode Zeerollen wordt het onderscheid gemaakt tussen de twee 'temperamenten' in de menselijke natuur.
- rond 60 – in het Nieuwe Testament wordt onderscheid gemaakt tussen de menselijke geest (waarmee men contact maakt met God), de ziel (zelfbewustzijn en persoonlijkheid) en het lichaam (als voertuig van de ziel en geest).
- rond 400 - Augustinus beschrijft in zijn werk zijn persoonlijke ontwikkeling en introduceert daarmee de autobiografische onderzoeksmethode.
- rond 1020 - De Perzische filosoof en arts Avicenna beweert dat de drie delen van de hersenen vijf aparte cognitieve processen uitvoeren: gezond verstand, voorstellingsvermogen, reflectie, schatting en geheugen.
- rond 1250 - Thomas van Aquino onderzoekt de onderliggende problemen van de aard van de ziel in relatie tot het lichaam (lichaam-geestprobleem).
- 1511 - Desiderius Erasmus publiceert zijn eerste opvoedkundige werk: De ratione studii, over het inrichten van de studie en het lezen en verklaren van auteurs.
- 1524 - Marko Marulić publiceert Psichiologia de ratione animae humanae (De psychologie van het menselijke denken). Dit is de oudst bekende literaire referentie naar het begrip psychologie.
- 1575 - Johann Thomas Freigius gebruikt de term psychologie in zijn boek Catalogue of Common Place.
- 1588 - In de Franstalige wereld is het de theoloog Noel Taillepied die als eerste het woord psichologie gebruikt.
- 1590 - De Scholastische filosoof Rudolphus Goclenius gebruikt de term psychologie. Ten onrechte is dit gebruik in het verleden aangeduid als het eerste gebruik van de term.

## Zeventiende eeuw

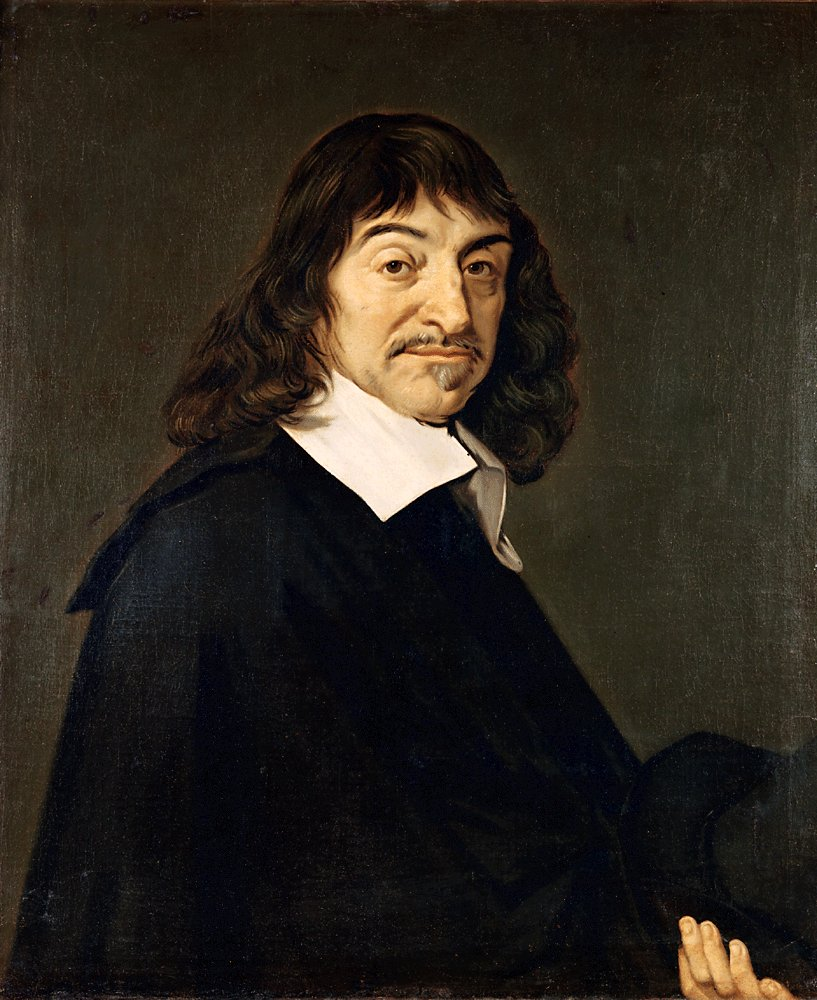
René Descartes

- 1605 - Francis Bacon publiceert The Proficiency and Advancement of Learning.
- 1630 - De filosoof Descartes maakt het onderscheid tussen de menselijke geest als denkende substantie en het lichaam als ruimtelijke substantie.
- 1654 - Blaise Pascal openbaart zijn waarschijnlijkheidsberekening in zijn correspondentie met Pierre de Fermat.
- 1662 - William Petty en John Graunt verrichten het eerste demografische onderzoek.
- 1672 - In het anatomische traktaat De Anima Brutorum van Thomas Willis wordt psychologie beschreven in termen van hersenfunctie.
- 1690 - De Engelse filosoof John Locke publiceert An Essay Concerning Human Understanding. Hij beschrijft de menselijke geest als een onbeschreven blad (tabula rasa), die later door ervaring wordt gevuld.

## Achttiende eeuw

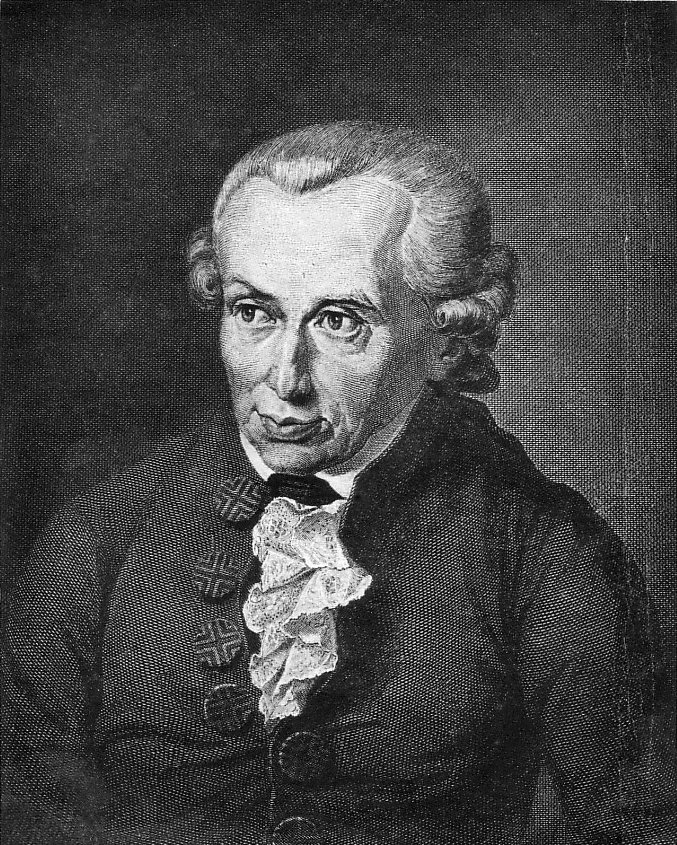
Immanuel Kant

- 1709 - George Berkeley publiceert An Essay Toward a New Theory of Vision, waarin hij beweert dat de mentale ideeën die mensen hebben uitsluitend worden gevormd uit andere ideeën en niet door fysieke objecten.
- 1713 - Jakob Bernoulli publiceert een belangrijk werk voor de ontwikkeling van de statistiek: Ars Conjectandi.
- 1732 - Christian Wolff gebruikt de begrippen psychologie en bewustzijn voor het eerst in zijn boek psychologia empirica. In 1734 volgt een tweede boek over psychologie genaamd psychologia rationalis.
- 1734 - Abraham de Moivre introduceert in een artikel de normale verdeling.
- 1745 - Julien Offray de la Mettrie publiceert zijn boek Histoire naturelle de l'âme, waarin hij stelt dat fysieke verschijnselen het effect zijn van organische veranderingen in de hersenen en het zenuwstelsel.
- 1748 - David Hume publiceert An Inquiry Concerning Human Understanding, waarin hij onder andere de betrouwbaarheid van getuigenissen behandeld.
- 1754 - Étienne Bonnot de Condillac houdt in zijn Traité des sensations vast aan het idee dat zintuiglijke waarnemingen de enige bron van kennis zijn.
- 1763 - Thomas Bayes schrijft een baanbrekend essay over kansrekening. Zijn theorie staat bekend als bayesiaanse kansrekening.
- 1765 - Van Gottfried Wilhelm von Leibniz verschijnt postuum het boek Nouveaux essais sur l'entendement humain, een krachtig statement ten faveure van de empirische onderzoeksmethode.
- 1771 - Johann August Unzer onderscheid de reflex van de welbewust uitgevoerde actie.
- 1774 - Franz Anton Mesmer maakt melding van een eerste succesvolle genezing met behulp van dierlijk magnetisme.
- 1777 - De Schotse arts William Cullen publiceert het boek First Line in the practice of Physic, waarin hij de term neurosis gebruikt bij het definiëren van psychische ziekte.
- 1781 - Immanuel Kant publiceert zijn Kritik der reinen Vernunft, waarin hij een antwoord probeert te vinden op de vragen 'Wat weten we?' en 'Hoe weten we dat?'
- 1786 - Luigi Galvani rapporteert de resultaten van zijn experimenten met het stimuleren van de spieren van kikkers door het toedienen van elektrische pulsen.
- 1793 - Philippe Pinel haalt geestelijk zieken uit hun gevangenschap en start met een meer humane behandeling.

## Negentiende eeuw

### 1800 - 1809

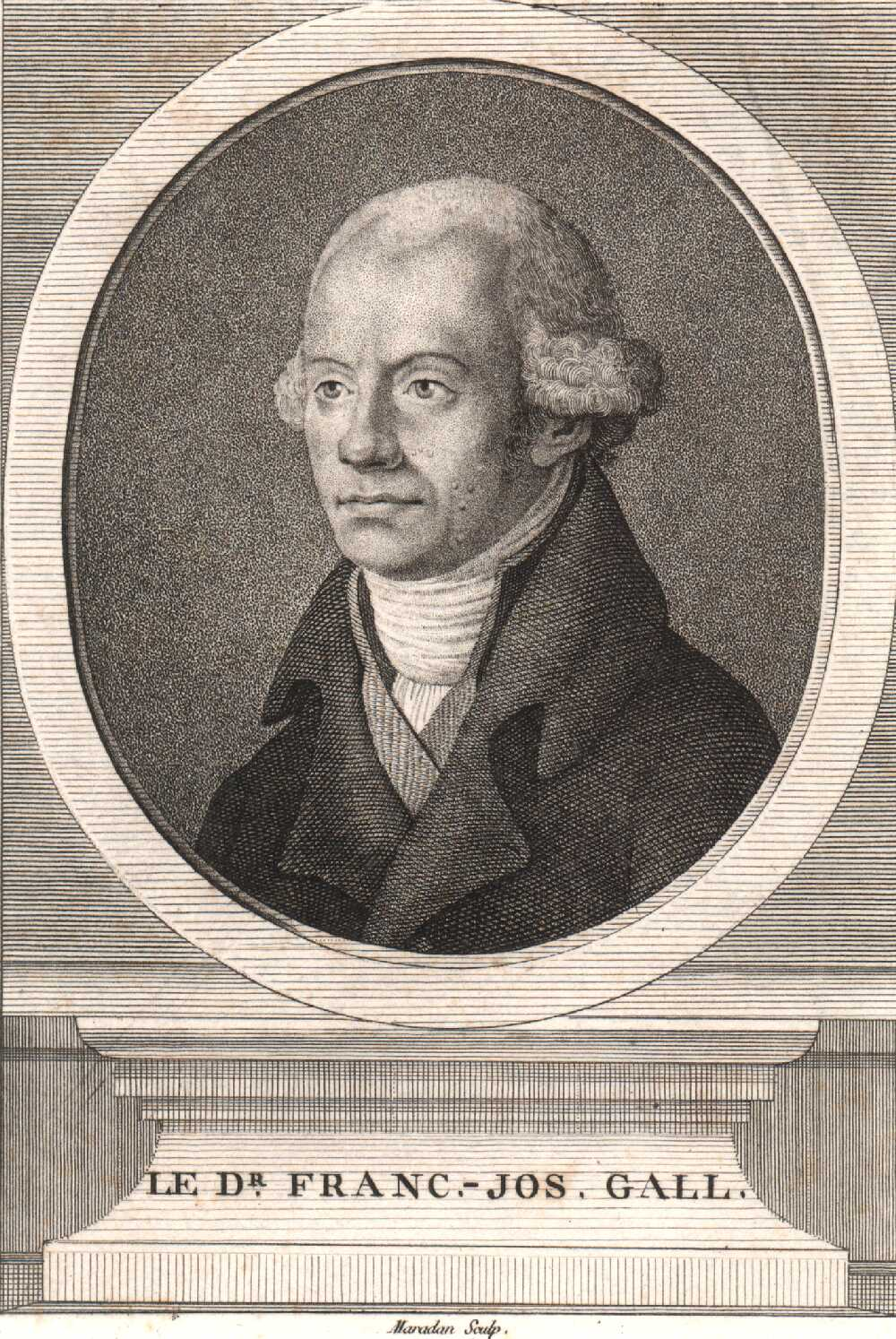
Franz Joseph Gall

- 1800 - Thomas Young publiceert A Theory of Color Vision waarin hij stelt dat de retina van het oog drie verschillende soorten van kleur-sensitieve punten zitten.
- 1808 - Franz Joseph Gall publiceert Recherches sur le Systèm Nerveux.

### 1810 - 1819
- 1812 - Pierre-Simon Laplace publiceert Théorie analytique des probabilités over kansrekening.
- 1816 - Johann Friedrich Herbart publiceert een Lehrbuch zur Psychologie.
- 1818 - Johann Spurzheim publiceert Observations sur la phrénologie, ou la Naissance de l'Homme over de frenologie, het idee dat de vorm van de schedel persoonlijkheidstrekken verraadt.

### 1820 - 1829
- 1820 - Het Tavistock Institute of Medical Psychology werd opgericht op het Londense Tavistock Square.
- 1822 - George Combe brengt de frenologie naar Amerika met zijn publicatie Essays on Phrenology, Or An Inquiry into the Principles and Utility of the System of Drs. Gall and Spurzheim, and into the objections made against it.
- 1822 - Georges Cuvier beargumenteert het gebruik van de term l'intelligence (intelligentie) in plaats van ratio bij het praten over intelligent gedrag van dieren.
- 1823 - De astronoom Friedrich Wilhelm Bessel meet individuele verschillen in reactietijd met behulp van de Fernrohr fest.

### 1830 - 1839
- 1834 - De fysioloog Ernst Heinrich Weber ontdekt de wet van Weber die zegt dat de verandering van de prikkel gedeeld door de oorspronkelijke prikkel constant is. Onze zintuigen meten in verhoudingen, niet in verschillen.

### 1840 - 1849
- 1840 - Friedrich August Rauch publiceert in Amerika het boek Psychology, or A View of the Human Soul; including Anthropology.
- 1842 - James Braid ontwikkelt op basis van de ideeën van Franz Anton Mesmer de techniek hypnose.
- 1843 - John Stuart Mill publiceert A system of Logic.
- 1848 - De Franse neuroloog Jean-Baptiste Bouillard looft 500 francs uit aan degene die hem zal het brein zal tonen van iemand met een spraakgebrek die niet ook een beschadiging heeft aan de linker frontale hersenkwab.

### 1850 - 1859
- 1853 - Adolphe Quételet verricht baanbrekend werk in de toepassing van statistiek, in eerste instantie in de biologie.
- 1855 - Herbert Spencer publiceert twee volumes van zijn Principles of Psychology.
- 1859 - Charles Darwin publiceert The origin of the species.
- 1859 - Alexander Bain publiceert The Emotions and the Will.

### 1860 - 1869
- 1860 - Gustav Theodor Fechner publiceert Elementen van Psychophysica.
- 1861 - Paul Broca ontdekt een gebied in de linkerhelft van de hersenen dat van groot belang is voor het spraakvermogen. Zijn ontdekking markeert de start van de neuropsychologie.
- 1867 - Henry Maudsley publiceert Physiology and Pathology of the Mind.
- 1868 - De Nederlandse fysioloog Franciscus Cornelis Donders publiceert Over den snelheid van psychische processen.

### 1870 - 1879

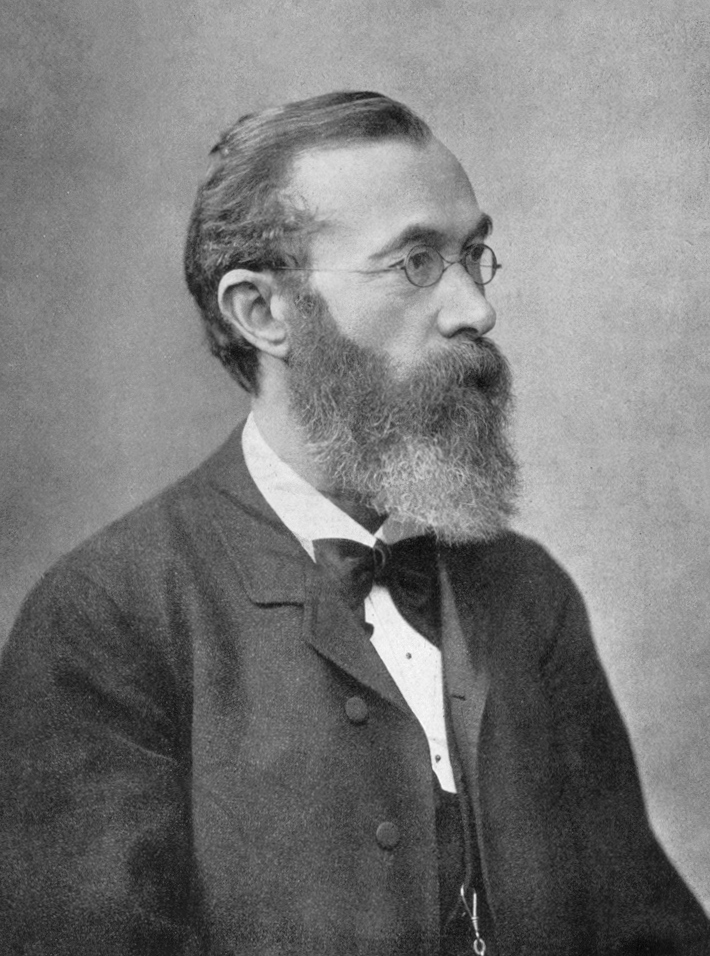
Wilhelm Wundt

- 1872 – Charles Darwin publiceert The Expression of the emotions in the man and in the animals, de eerste wetenschappelijke studie naar non-verbale communicatie.
- 1874 - Wilhelm Wundt publiceert Grundzüge der physiologischen Psychologie, het eerste leerboek over de experimentele psychologie.
- 1875 - William James opent in Amerikaanse een laboratorium voor experimentele psychologie. In eerste instantie is het vooral bedoeld voor demonstratielessen.
- 1875 - Francis Galton publiceert History of twins, waarin hij de onderzoeksmethode van vergelijking tussen helften van tweelingen introduceert.
- 1877 - Francis Galton publiceert Regression to the mean.
- 1878 - Granville Stanley Hall promoveert als eerste Amerikaan op een psychologisch onderwerp aan Harvard University.
- 1879 - Wilhelm Wundt opent het eerste Duitse onderzoekslaboratorium in de experimentele psychologie aan de Universiteit van Leipzig.
- 1879 - Lightner Witmer gebruikt voor het eerst de term klinische psychologie (clinical psychology).

### 1880 - 1889

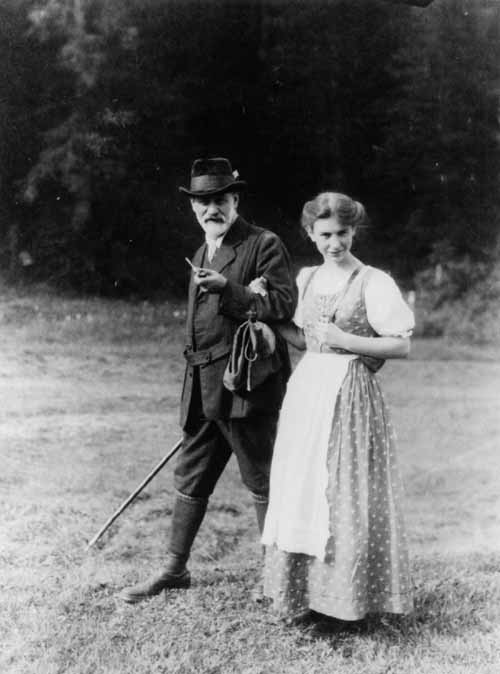
Sigmund en Anna Freud op vakantie in de Dolomieten (1913)

- 1883 - Granville Stanley Hall opent het eerste Amerikaanse onderzoekslaboratorium voor experimentele psychologie aan de Johns Hopkins University.
- 1883 - Frederick Taylor begint met het uitvoeren van experimenten in de Midvale and Bethlehem Steel plant. Later baseert hij op deze experimenten zijn scientific management.
- 1884 - William James publiceert What is an emotion ?
- 1885 - Hermann Ebbinghaus publiceert Über das Gedächtnis, waarin hij experimenten beschrijft die hij op zichzelf deed.
- 1886 - Sigmund Freud opent zijn praktijk in Wenen.
- 1886 - Vladimir Bechterew opent het eerste Russische onderzoekslaboratorium in de psychologie.
- 1887 - George Trumbull Ladd publiceert Elements of physiological psychology, het eerste Amerikaanse werk waarin de resultaten van de nieuwe experimentele psychology staan.
- 1887 - Onder leiding van Granville Stanley Hall wordt de eerste American Journal of Psychology gepubliceerd.
- 1889 - James Mark Baldwin publiceert het eerste deel van zijn Handbook of Psychology.
- 1889 - Het eerste internationale psychologiecongres vindt plaats in Parijs.
- 1889 - Het eerste Franse onderzoekscentrum voor psychologie wordt geopend aan de Sorbonne.

### 1890 - 1899
- 1890 - William James publiceert Principles of Psychology.
- 1890 - James McKeen Cattell publiceert Mental tests and measurements.
- 1890 - Yuzero Motora wordt hoogleraar in de psychologie aan de Imperial University of Tokio.
- 1891 - Het eerste Belgische onderzoekscentrum voor psychologie wordt geopend in Leuven.
- 1892 - Granville Stanley Hall richt de American Psychological Association(APA) op.
- 1893|1892 - Gerard Heymans richt het eerste psychologisch laboratorium in Nederland op.
- 1894 - James McKeen Cattell en James Mark Baldwin richten de Psychological Review op.
- 1895 - Gustave Le Bon publiceert The crowd: a study of the popular mind, over de hypnotische invloed die groepen uitoefenen op groepsleden.
- 1896 - De psycholoog Albert von Schrenk-Notzing stelt in een moordzaak dat de getuigenverklaringen niet betrouwbaar zijn door de berichten die in de kranten hebben gestaan. Een vroeg voorbeeld van forensische psychologie.
- 1896 - Lightner Witmer opent de eerste psychologische kliniek aan de Universiteit van Pennsylvania. Het accent van de kliniek lag op opvoeding en educatie.
- 1896 - Edward Titchener publiceert An Outline of Psychology.
- 1898 - Edward Thorndike beschrijft de Law of effect.

## Twintigste eeuw

### 1900 - 1909
- 1900 - Sigmund Freud publiceert Die Traumdeutung dat gezien kan worden als de start van de psychoanalyse.
- 1900 - Karl Pearson introduceert in Chi Quadrat, Korrelation auf die natürliche Selektion angewendet een belangrijke statistische techniek binnen de psychologie.
- 1904 - Charles Spearman publiceert het artikel General Intelligence, waarin hij de algemene intelligentie factor (g-factor) introduceert.
- 1905 - Alfred Binet en Theodore Simon maken een gestandaardiseerde psychologische test, de Binet-Simon-test, waarmee ze studenten selecteren die extra hulp nodig hebben.
- 1906 - Morton Prince richt het tijdschrift Journal of Abnormal Psychology op.
- 1908 - William Sealy Gossett, bekend onder het pseudoniem "Student" ontwerpt de Student’s t-test.
- 1909 - Gerard Heymans spreekt bij de overdracht van het rectoraat der Rijksuniversiteit Groningen de rede De toekomstige eeuw der psychologie uit.

### 1910 - 1919
- 1911 - Karl Pearson opent wereldwijd het eerste departement statistiek op het University College London.
- 1911 - Alfred Adler verlaat Sigmund Freuds psychoanalytische groep en gaat een eigen richting. Hij verwijt Freud een te grote nadruk te leggen op seksualiteit en de ervaringen uit de kindertijd.
- 1911 - Frederick Winslow Taylor introduceert de term scientific management in zijn boek The Principles of Scientific Management.
- 1912 - Max Wertheimer publiceert Experimental Studies of the Perception of Movement, een van de grondleggende artikelen binnen de Gestalt-psychologie.
- 1912 - Hugo Münsterberg publiceert Die Psychologie und das Wirtschaftsleben, waarin hij onder andere personeelsselectie en het ontwerpen van productiemiddelen behandelt.
- 1913 - Carl Jung neemt afstand van bepaalde ideeën van Sigmund Freud en legt zelf meer de nadruk op religiositeit en spiritualiteit. Zijn onderzoeksschool krijgt bekendheid als de analytische psychologie.
- 1913 - Jacob Levy Moreno past voor het eerst groepstherapie toe in Wenen. Uit zijn nieuwe methode komen later de Psychodrama en Sociometrie voort.
- 1913 - John Watson publiceert Psychology as the behaviorist views it, soms gekenschetst als het behavioristisch manifest.
- 1913 - Maximilian Ringelmann ontdekt met een touwtrek-experiment het Ringelmann-effect, de omgedraaid evenredige relatie tussen de grootte van het team en de hoeveelheid werk dat wordt verricht.
- 1917 - Walter Dill Scott classificeert en plaats rekruten voor het leger, evalueert de prestaties van officieren en beschrijft kwalificaties voor banen.
- 1917 - Het Journal of Applied Psychology verschijnt voor het eerst.
- 1917 - Henri Fayol promoveert op Administration industrielle et générale.
- 1919 - Ronald Aylmer Fisher ontwikkelt de ANOVA test.

### 1920 - 1929
- 1920 - John Watson en Rosalie Rayner verrichten het Little Albert experiment, waarbij klassiek conditioneren wordt gebruikt om een kleine jongen bang te maken voor witte ratten.
- 1921 - Jacob Moreno verricht de eerste grootschalige Psychodrama-sessie in Weense Komoedienhaus.
- 1928 - Jean Piaget publiceert Judgement and Reasoning in the Child .

### 1930 - 1939
- 1932 - Morris Viteles publiceert Industrial Psychology.
- 1933 - Elton Mayo publiceert The Social Problems of an Industrialised Civilization, een belangrijk boek binnen de Human relations beweging.
- 1934 - Lev Vygotsky publiceert Denken en Taal (oorspronkelijk in het Russisch).
- 1935 – Ugo Cerletti start met het gebruiken van Elektroconvulsietherapie (ECT) bij de behandeling van schizofrenie.
- 1935 - De neuroloog en latere Nobelprijswinnaar Egas Moniz verricht aan de Universiteit van Lissabon de eerste systematische experimenten in de lobotomie, waarbij de frontale cortex en de rest van de hersenen werd doorgesneden.
- 1938 - Burrhus Skinner publiceert The Behavior of Organisms: An Experimental Analysis, waarin hij de gedragsanalyse introduceert.
- 1938 – Het Nederlands Instituut van Praktizerende Psychologen wordt opgericht (NIPP). Later wordt de naam veranderd in Nederlands Instituut van Psychologen (NIP).
- 1939 - Kurt Lewin levert argumenten aan voor een participatieve leiderschapsstijl naar aanleiding van een empirische studie naar de effectiviteit van leiderschapsstijlen.

### 1940 - 1949
- 1942 - Carl Rogers publiceert Counseling and Psychotherapy, waarin hij stelt dat respect voor de cliënt en een niet-oordelende benadering de basis zijn voor een effectieve behandeling van geestelijke aandoeningen.
- 1942 - De persoonlijkheidstest Myers-Briggs Type Indicator (MBTI) wordt ontwikkeld.
- 1943 - Abraham Maslow beschrijft zijn Piramide van Maslow in het artikel A Theory of Human Motivation.
- 1945 - De Journal of Clinical Psychology wordt opgericht.
- 1945 - Kurt Lewin richt het onderzoekscentrum voor groepsdynamica op aan de MIT.

### 1950 - 1959

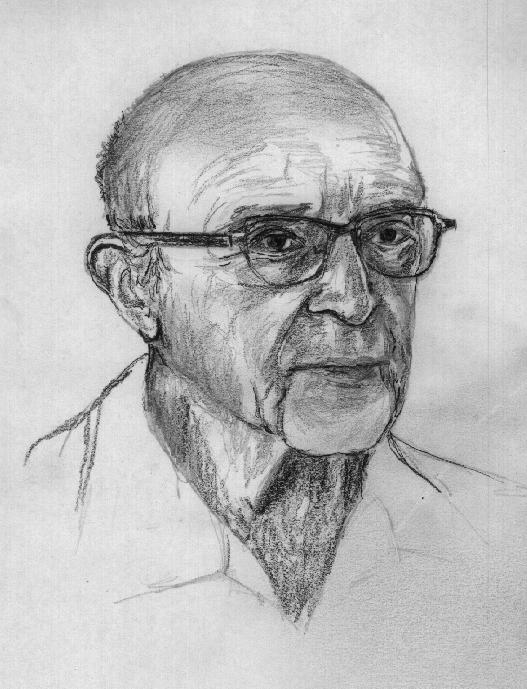
Carl Rogers

- 1950 - Albert Tucker geeft het gevangenendilemma zijn naam in een uitvoerige bespreking van het dilemma.
- 1951 - Carl Rogers publiceert zijn belangrijkste werk Client-Centered Therapy.
- 1951 - Solomon Asch demonstreert in de Overeenstemmingsexperimenten van Asch de kracht van het willen conformeren aan de groep.
- 1951 - Lee Cronbach publiceert Coefficient alpha and the internal structure of tests de maat voor betrouwbaarheid die tegenwoordig bekendstaat als Cronbachs alfa.
- 1951 - Armand Feigenbaum publiceert Quality Control: Principles, Practice, and Administration, waarin hij het begrip "Total Quality Control" introduceert.
- 1952 - De American Psychiatric Association publiceert de Diagnostic and Statistical Manual of Mental Disorders (DSM), een classificatie van psychische aandoeningen.
- 1952 - Henri Laborit ontdekt het eerste Antipsychoticum: Chloorpromazine (Thorazine).
- 1953 - Burrhus Skinner beschrijft zijn gedragstherapie.
- 1953 - De American Psychological Association ontwikkelt een ethische code voor psychologen.
- 1954 - Abraham Maslow draagt bij aan de oprichting van de Humanistische psychology.
- 1954 - Leon Festinger publiceert zijn Social comparison theory, het idee dat individuen zichzelf beoordelen in vergelijking met anderen.
- 1955 - Lee Cronbach publiceert Construct Validity in Psychological Tests, waarna het begrip constructvaliditeit sterk aan populariteit wint.
- 1956 - Rollo May promoot de existentiële psychologie in zijn boek Existence.
- 1956 - Leon Festinger publiceert zijn theorie over Cognitieve dissonantie
- 1956 - George Armitage Miller publiceert The Magical Number Seven, Plus or Minus Two: Some Limits on Our Capacity for Processing Information.
- 1958 - Fritz Heider publiceert The Psychology of Interpersonal Relations, waarin hij de attributietheorie introduceert.
- 1959 - Noam Chomsky publiceert een invloedrijke review op Burrhus Skinner's Verbal Behavior
- 1959 - Lawrence Kohlberg rond zijn dissertatie af, waarin hij zijn 'stadia van morele ontwikkeling' heeft uitgewerkt.
- 1959 - Frederick Herzberg publiceert zijn two factor theory of motivation met Satisfactie en Hygiëne als factoren.

### 1960 - 1969
- 1960 - Rensis Likert publiceert New Patterns of Management over organisatiepsychologie.
- 1960 - Douglas McGregor publiceert het boek the human side of enterprise, waarin hij de Theory X en Y van menselijke motivatie introduceert.
- 1961 - Adriaan de Groot publiceert zijn boek Methodologie: grondslagen van onderzoek en denken in de gedragswetenschappen.
- 1961 - Albert Bandura bestudeert gedragspatronen van agressie met behulp van het Bobo doll experiment.
- 1963 - Stanley Milgram publiceert over zijn beroemde experiment over het gehoorzamen aan autoriteit, nu bekend als het Milgram experiment.
- 1963 - Leo Sternbach ontdekt Diazepam (Valium).
- 1964 - Victor Vroom publiceert zijn Verwachtingstheorie over motivatie (Expectancy theory).
- 1965 - Roberto Assagioli publiceert zijn boek Pschosynthesis: a manual of priciples and techniques.
- 1966 - Daniel Katz en Robert Kahn breken een lans voor het onderzoeken van gedrag in organisaties met een open, sociotechnische benadering.
- 1967 - Aaron Beck publiceert een sociologisch model van klinische depressie.
- 1968 - DSM-II wordt gepubliceerd door de American Psychiatric Association.
- 1968 - De eerste versie van het computer programma SPSS (Statistical Package for the Social Sciences) komt beschikbaar voor het uitvoeren van statistische analyses.
- 1968 - Robert Zajonc publiceert het artikel Attitudinal Effects of Mere Exposure.
- 1969 - John Bowlby publiceert zijn Attachment theory.
- 1969 - Harry Harlow publiceert over zijn experiment naar de ontwikkeling van affectie bij rhesusaapjes.

### 1970 - 1979
- 1970 - Bernard Katz, Ulf von Euler en Julius Axelrod ontvangen de Nobelprijs voor de geneeskunde voor hun onderzoek naar neurotransmitters.
- 1971 - In het Stanford prison experiment, uitgevoerd door Philip Zimbardo en zijn collega's, wordt de menselijke reactie op gevangenschap onderzocht.
- 1971 - Martin Shubik demonstreert dat mensen irrationele keuzen maken met behulp van het ‘Dollar auction experiment’.
- 1972 - Herbert Simon en Allan Newell publiceren een theorie over problem solving (probleemoplossend denken).
- 1972 - Irving Janis publiceert het standaardwerk Victims of Groupthink over het fenomeen groepsdenken.
- 1973 - Ernest Becker publiceert The Denial of Death, een belangrijke inspiratiebron voor een nieuw onderzoeksrichting binnen de psychologie: de Terror management theory (TMT).
- 1973 - Albert Bandura publiceert Aggression: A Social Learning Analysis.
- 1973 - Solomon Snyder en Candace Pert ontdekken de neurotransmitter endorfine.
- 1973 - Roberto Assagioli publiceert zijn boek 'Act of Will', over de wil als sturend mechanisme in ons handelen.
- 1974 - Sandra Bem onderzoekt man-vrouwverschillen en vergroot de bekendheid van begrippen als gender en androgynie.
- 1974 - David Wong ontdekt Fluoxetin (Prozac)
- 1975 - Martin Seligman publiceert Helplessness: On Depression, Development, and Death. waarin hij het begrip "learned helplessness" (aangeleerde hulpeloosheid) introduceert.
- 1978 - Mary Ainsworth publiceert een boek over haar werk over hechtingstypen en de vreemdesituatietest.

### 1980 - 1989
- 1980 - Geert Hofstede publiceert zijn invloedrijke Culture's Consequences, over de interactie tussen nationale- en organisatieculturen.
- 1980 - De DSM-III wordt gepubliceerd door de American Psychiatric Association.
- 1981 - De eerste PET-scan wordt ontwikkeld.
- 1981 - David Hubel en Torsten Wiesel ontvangen de Nobelprijs voor de geneeskunde voor hun ontdekkingen met betrekking tot 'de verwerking van visuele informatie in de hersenen'.
- 1985 - Jeffrey Jackson en Stephen Harkins leggen in een artikel het effect van 'sociale luiheid' uit. Waarom doen mensen in een groep minder hun best het doel te bereiken dan wanneer ze alleen werken?
- 1986 - Richard Petty en John Cacioppo introduceren het Elaboration Likelihood Model of persuasion (ELM), een model dat laat zien hoe attitudes ontstaan en veranderen.
- 1987 - Erik Erikson publiceert The Life Cycle Completed, waarin hij zijn stadia van psychosociale ontwikkeling uitbreidt.

### 1990 - 1999

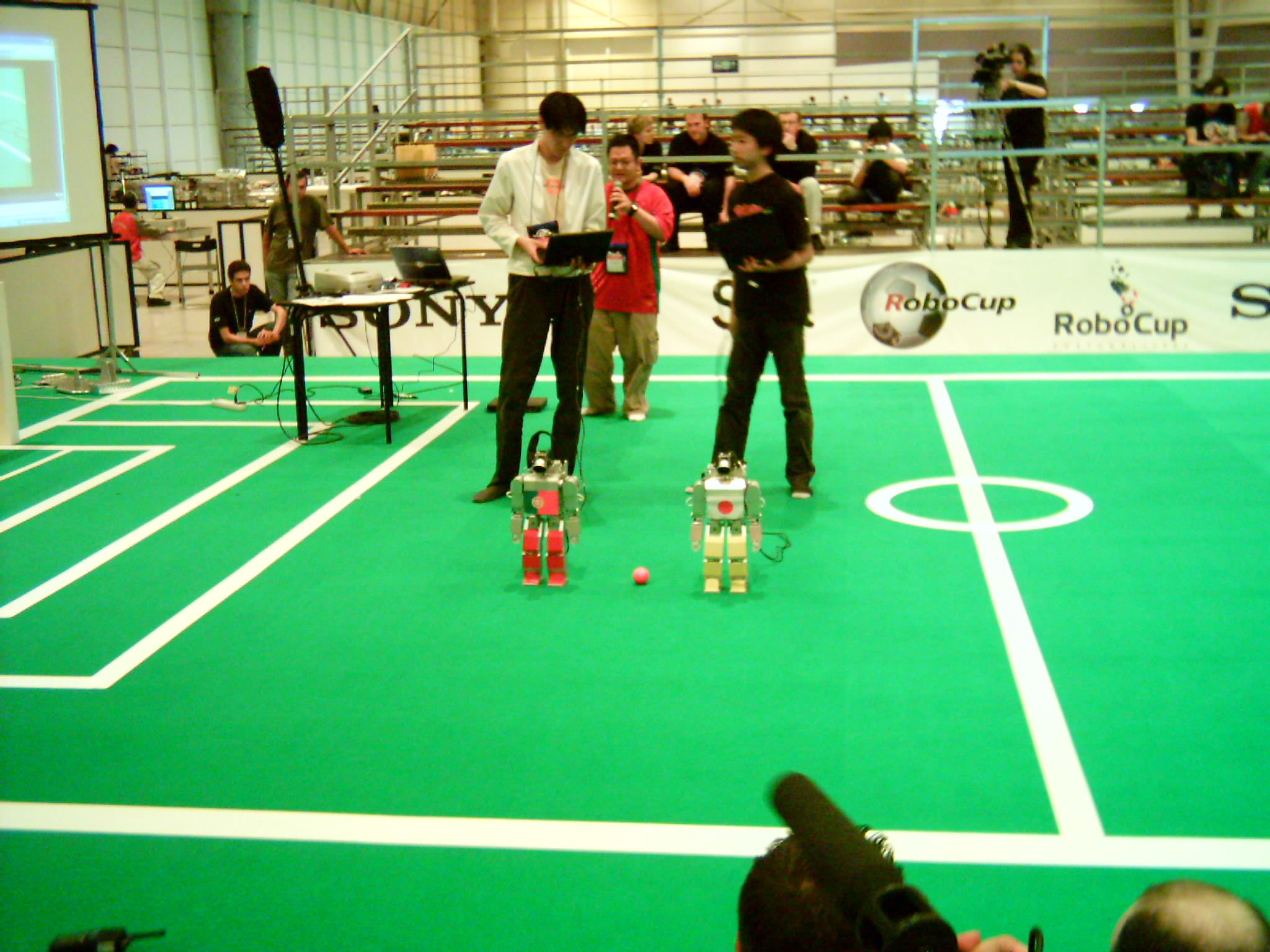
Kunstmatige intelligentie: Voetbaltoernooi met robots

- 1993 - Vermeend concentratiekampbewaarder John Demjanjuk wordt vrijgesproken van oorlogsmisdaden door het Israëlische Hooggerechtshof nadat de Leidse hoogleraar psychologie Willem Albert Wagenaar beargumenteert dat de herkenning van Demjanjuk door overlevenden van Treblinka onbetrouwbaar is.
- 1994 - DSM-IV wordt gepubliceerd door de American Psychiatric Association.
- 1996 - René Diekstra legt zijn functie van hoogleraar psychologie aan de Universiteit van Leiden neer, nadat hij door een commissie van dezelfde universiteit wordt beschuldigd van onzorgvuldig wetenschappelijk handelen.
- 1997 - Deep Blue zet een mijlpaal in de ontwikkeling van kunstmatige intelligentie door de wereldkampioen schaken Garri Kasparov te verslaan.
- 1998 - De psychologie zet stappen in het digitale tijdperk: de eerste experimenten met e-therapie (therapie via het internet) vinden plaats.
- 1999 - Anne Cutler ontvangt de Spinozapremie vanwege haar toonaangevende rol in de ontrafeling van de menselijke mechanismen van de spraakherkenning en -productie, en in de rol van klank bij de waarneming van woorden.

## Eenentwintigste eeuw

### 2000 - 2009

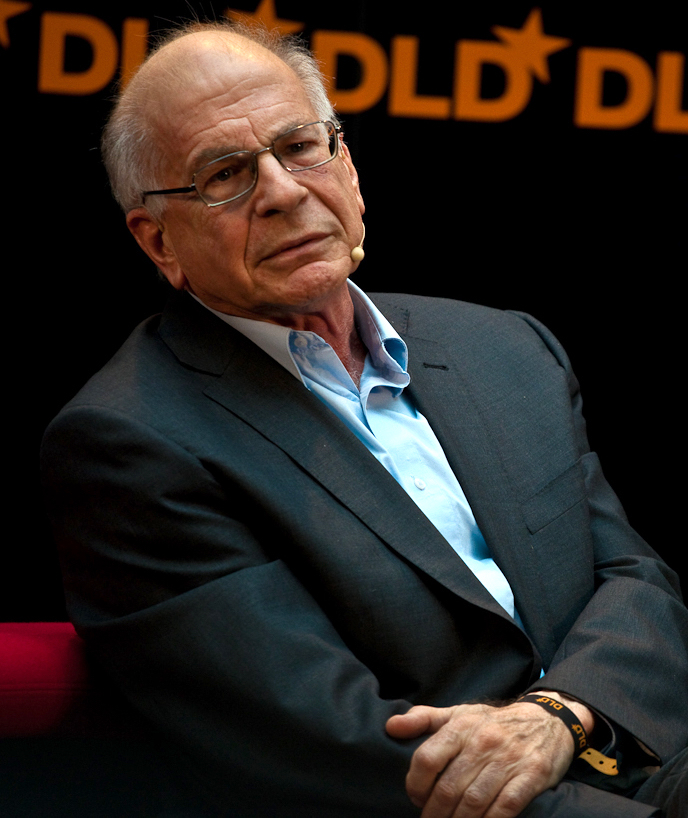
Daniel Kahneman

- 2000 - Onderzoekers van het menselijk genoomproject publiceren een ruwe kaart van het complete menselijk genoom.
- 2000 - Eric R. Kandel ontvangt de nobelprijs voor de geneeskunde voor het 'beschrijven hoe korte- en langetermijngeheugen worden gevormd op moleculair niveau'.
- 2001 – Dorret Boomsma ontvangt de Spinozapremie wegens haar baanbrekend onderzoek op het gebied van de menselijke gedragsgenetica.
- 2002 - In de Amerikaanse staat New Mexico wordt een wet aangenomen die het psychologen met een licentie toestaat om cliënten medicijnen voor te schrijven.
- 2002 - De Israëlische-Amerikaanse psycholoog Daniel Kahneman ontvangt de Nobelprijs voor de Economie voor zijn werk aan de vooruitzichttheorie.
- 2005 – Peter Hagoort ontvangt de Spinozapremie onder andere voor zijn onderzoek naar het menselijk taalvermogen en de manier waarop hij het F.C. Dondersinstituut binnen vijf jaar naar wereldfaam heeft geleid.
- 2006 – Jozien Bensing ontvangt de Spinozapremie voor het aantonen dat relaties tussen dokters en hun patiënten op een solide empirische basis onderzoekbaar zijn en voor het ontwikkelen van een internationaal toegepaste onderzoeksmethode voor non-verbale communicatie.